# Joschua Maza

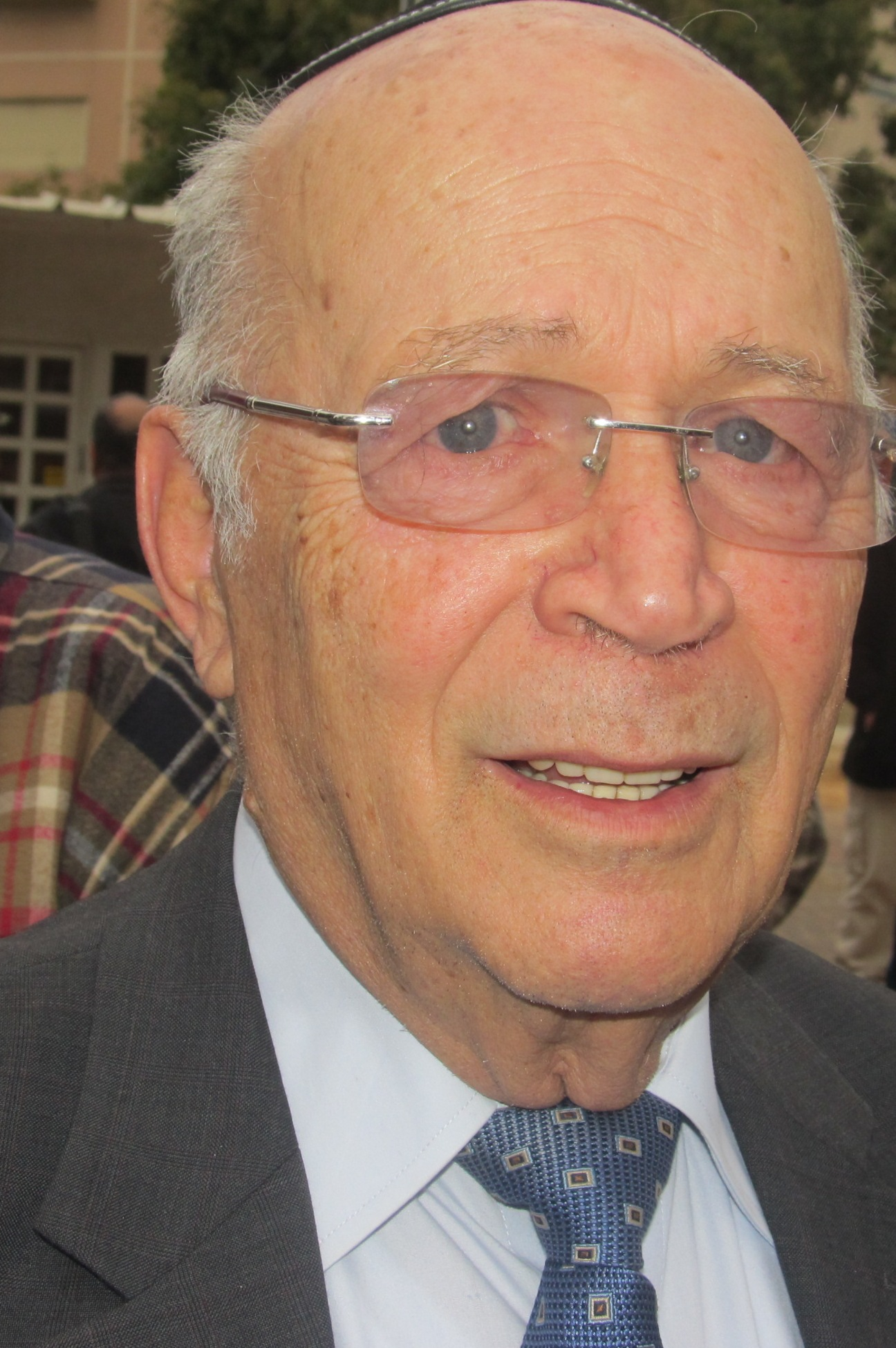
Joschua Maza (2014)

Joschua Maza (hebräisch יהושע מצא; * 8. August 1931 in Jerusalem; † 30. Dezember 2020 ebenda) war ein israelischer Politiker.
Mazas Familie stammte aus Ioannina und ließ sich in Jerusalem nieder. Mit 14 war Maza Mitglied der Lechi. Vom 12. November 1996 bis zum 6. Juli 1999 war er israelischer Gesundheitsminister. 2001 wurde er zum Präsidenten und CEO der State of Israel Bonds gewählt und zog im März 2002 nach New York.